# Terpandrosz
Terpandrosz (Τέρπανδρος, aktív kb. Kr. e. 700 és 650 között) ókori görög lírai költő, kitharódosz. Leszbosz szigetéről, Antisszából származott, Spárta zenei életében vált nevezetessé, ahol létrehozta az első zenei rendszert vagy iskolát (katasztaszisz). A görög zene és lírai költészet történetének első valóságos, nem pusztán mitikusnak tekinthető alakja.
Műveiből csak néhány sor maradt fenn, de ezek szerzősége is kérdéses. Ókori írók az ő zenei újításaként tartják számon a héthúrú líra feltalálását és a nomosz zenei formájának továbbfejlesztését. Pszeudo-Plutarkhosz szerint saját és Homérosz verseit kitharódikus nomoszokban – kitharán vagy lírán kísért szólóénekekben – dolgozta fel, ezeket zenei versenyeken adta elő, és elsőként adott neveket e zeneműveknek. Ugyanez a szerző Pindaroszra hivatkozva Terpandrosznak tulajdonítja a szkolion nevű, lakomákon előadott daltípus feltalálását is.
Sztrabón egy Terpandrosznak tulajdonított versrészletet idézve azt állítja, hogy ő volt az első, aki a négyhúros líra helyett héthúrosat használt, ezzel szemben ikonográfiai és irodalmi adatok utalnak arra, hogy a hangszer a korábbi időkben is hét húrral volt felszerelve. A (Pszeudo-)Arisztotelészi Problémák egy passzusa azt sugallja, hogy Terpandrosz a régi líra hét húrjának hangterjedelmét a nété hang hozzáadásával egy oktávra bővítette, de annak érdekében, hogy a húrok száma továbbra is hét maradjon, felülről a harmadik hangot (trité) kiiktatta a hangkészletből.
A Sztrabón által idézett töredék egy másik értelmezés szerint arról tudósít, hogy Terpandrosz a kitharódikus nomosz négy részből álló formáját hét részesre bővítette ki.
Terpandrosz Kr. e. 676-ban a spártai Karneia fesztivál zenei versenyeinek győztese volt.